# Marie de Régnier
Marie de Régnier (franceză: [maʁi də ʁeɲe]; n. 20 decembrie 1875, Paris, Franța – d. 6 februarie 1963, Suresnes, Région parisienne, Franța), cunoscută de asemenea sub numele anterior căsătoriei Marie de Heredia sau sub pseudonimul Gérard d'Houville (franceză: [ʒeʁaʁ duvil]), a fost o poetă și romancieră franceză, implicată îndeaproape în cercurile artistice pariziene de la începutul secolului al XX-lea.

## Biografie
Marie de Heredia a fost cea de-a doua dintre cele trei fiice ale poetului francez de origine cubaneză José-Maria de Heredia și a fost implicată încă de la o vârstă fragedă într-un cerc literar-artistic în care făceau parte mulți scriitori și artiști care veneau în casa tatălui ei, inclusiv Leconte de Lisle, Anna de Noailles, Paul Valéry, Pierre Louÿs și Anatole France.
Viața ei personală a fost oarecum complicată. S-a căsătorit cu poetul Henri de Régnier, dar a avut o relație pe termen lung cu Pierre Louÿs, care a fost, probabil, tatăl fiului ei, Pierre de Régnier (1898-1943). Ea a avut, de asemenea, mai mulți alți iubiși printre care Edmond Versailles, Jean-Louis Vaudoyer, Gabriele D'Annunzio (în timpul exilului său de la Paris din 1910-1914) și dramaturgul Henri Bernstein. Asocierea ei cu colegele cunoscute ca lesbiene au dus, de asemenea, la zvonuri despre propria ei sexualitate.

## Activitatea literară
Deși, uneori, mai bine cunoscută pentru legăturile ei cu alți artiști, Marie de Régnier a fost o poetă și romancieră foarte apreciată, "considerată una dintre cele mai talentate din rândul scriitorilor femei ai epocii". Primele ei încercări de poezie au fost scrise la Bibliothèque de l'Arsenal, unde tatăl ei era director. El și prietenii lui i-au încurajat talentele de la o vârstă foarte tânără și ea a început în cele din urmă să publice sub numele obținut prin căsătorie, luându-și mai târziu pseudonimul masculin "Gérard d'Houville" (derivat de la numele unei bunici normande, "Louise Gérard d'Houville" sau "Girard d'Ouville"). Mai târziu, ea a spus că folosirea unui pseudonim a fost un mod de a se distanța de tatăl și de soțul ei, mai celebri, dar nu a fost o încercare serioasă de a-și ascunde sexul: criticii și comentatorii contemporani se refereau mereu la "Madame" Gérard d'Houville.
Creația ei literară a apărut în special în Revue des deux Mondes începând din 1894 și a fost foarte admirată, iar unii critici au comparat-o favorabil cu Mallarmé. Multe dintre aceste poezii nu au fost încă adunate într-o ediție modernă. Primul ei roman, L'Inconstante, a apărut în 1903.

## Receptare critică și moștenire

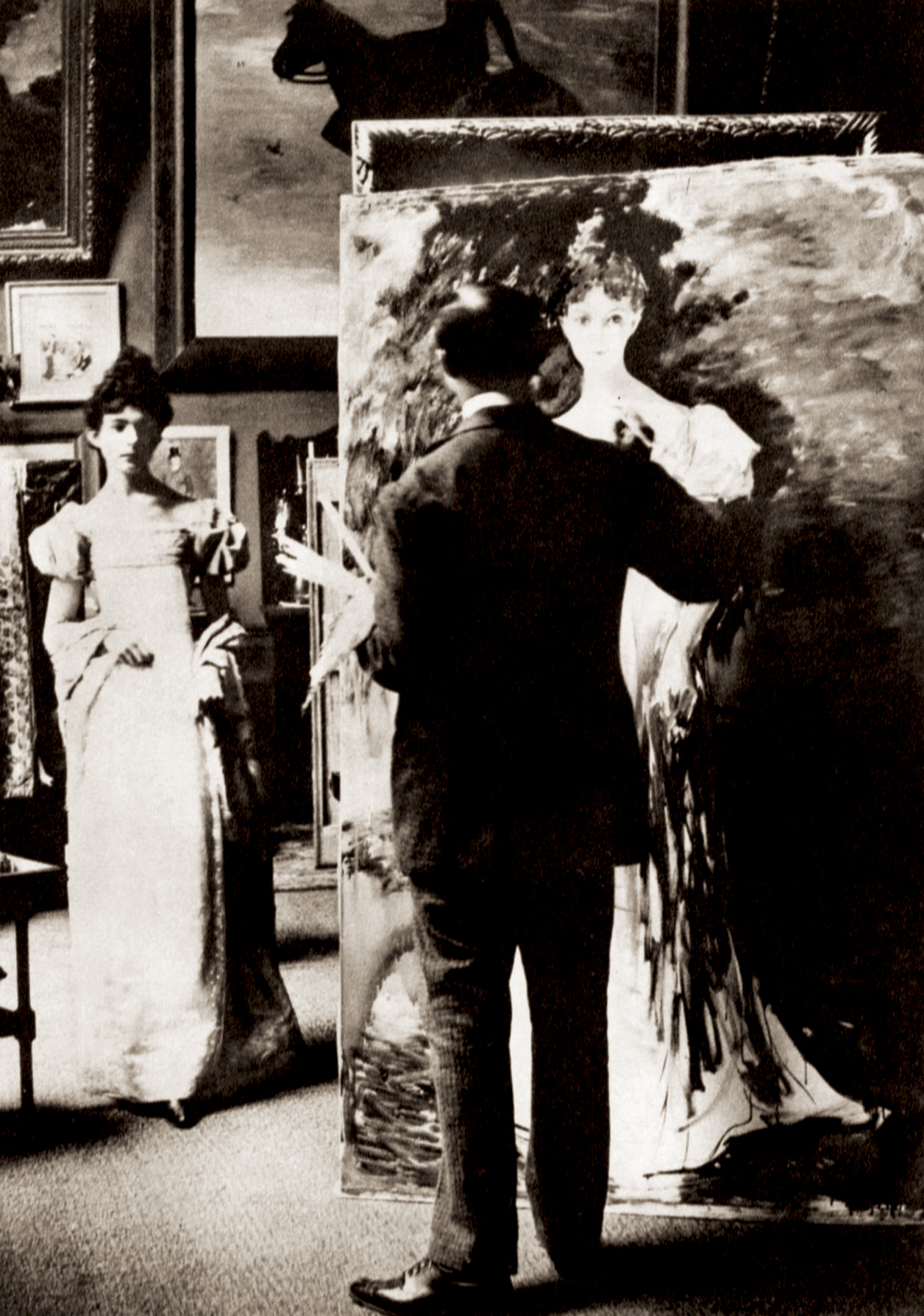
Marie de Régnier pozând pentru portretul ei în atelierul lui Jacques-Emile Blanche, 1893. Fotografie realizată de Giuseppe Primoli.

Opera literară a lui De Heredia a fost apreciată de-a lungul carierei sale și ea a fost o scriitoare populară în rândul publicului și al criticii. Când ziarul francez L'Intransigeant a cerut cititorilor în 1910 să numească primele trei scriitoare care meritau un loc în Academia franceză, „Gérard d'Houville” a fost plasat pe prima poziție, deasupra Annei de Noailles și a lui Colette. În 1918 ea a obținut Grand Prix de Littérature decernat de Académie française pentru opera sa de ficțiune, iar în 1958 a primit Grand Prix de Poésie al aceleiași academii pentru opera sa poetică – fiind până în prezent singura femeie care a primit ambele premii.
Mai mulți artiști și pictori ai timpului i-au realizat portretul, inclusiv Jacques-Emile Blanche și Jean-Louis Forain. Ea a fost, de asemenea, subiectul mai multor fotografii nud realizate de Pierre Louÿs.

## Scrieri
- L'Inconstante, roman, 1903
- Esclave, 1905
- Le Temps d'aimer, 1908
- Le Séducteur, 1914
- Jeune Fille, 1916
- Tant pis pour toi, 1921
- Le Roman des quatre, 1923 (scris în colaborare cu Paul Bourget, Henri Duvernois și Pierre Benoit)
- Le Chou, 1924
- Vingt poèmes, 1925
- L'Enfant, 1925
- La Vie amoureuse de l'Impératrice Joséphine, 1925
- Clowns, 1925
- Paris et les voyages, 1925
- Chez le magicien, 1926
- Proprette et Cochonnet, 1926
- Opinions candides, 1926
- Je crois que je vous aime... Sept proverbes, 1927
- Esclave amoureuse, 1927
- La Vie amoureuse de la Belle Hélène, 1928
- Le Diadème de Flore, 1928
- Le Charmant Rendez-Vous, 1929
- Les Rêves de Rikiki, 1930
- Les Poésies, 1931
- L'Impératrice Joséphine, 1933
- Peau d'âme, 1935
- Le Temps d'aimer, 1935
- Enfantines et Amoureuses, 1946